# Agostino Burgarella Ajola
Agostino Burgarella Ajola (Favignana, 4 novembre 1823 – Suez, 28 novembre 1892) è stato un imprenditore e patriota italiano.

## Biografia

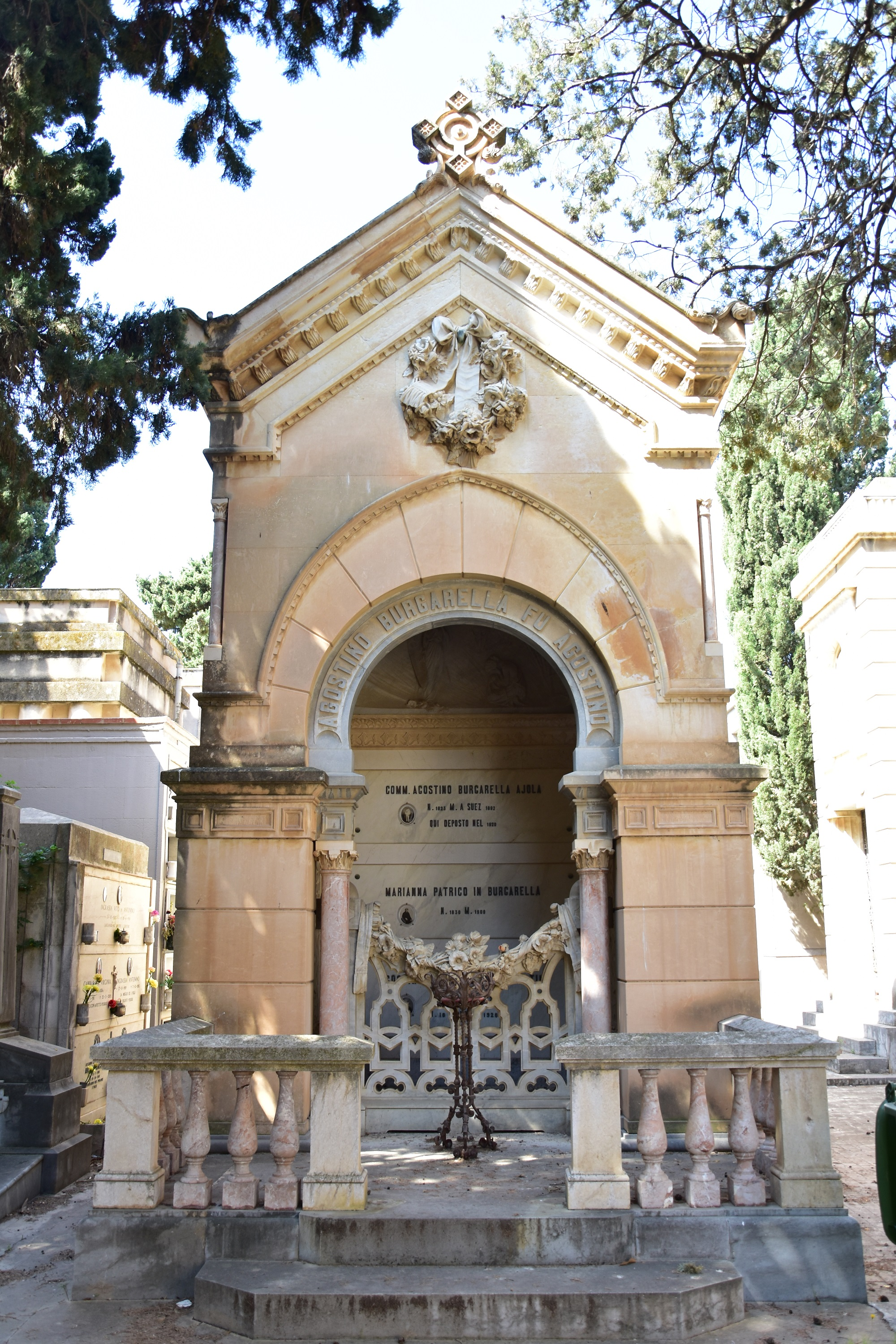
Cappella di Agostino Burgarella Ajola nel cimitero di Trapani

Agostino Burgarella Ajola nacque a Favignana il 4 novembre 1823, da Agostino Burgarella e Aurelia Ajola.
Agostino Burgarella Ajola fu un industriale, banchiere e maggiore dell'esercito meridionale. Partecipò attivamente alla spedizione dei Mille del 1860.
Nel giugno del 1860, portò per mare, con una nave armata a sue spese, al generale Garibaldi, a Palermo da Genova, una compagnia di cento uomini, poi prese parte coi fratelli Gaspare e Silvestro Burgarella Ajola all'insurrezione di Trapani. In funzione della cui partecipazione fu insignito della medaglia di bronzo al valor militare. 
Costruì le saline di Porto Said, Massaua, Porto Sudan e Aden, oggi ritenute le più grandi saline del mondo. Si trasferì in Africa sin dai primi tempi dell'acquisto della baia di Assab e nel 1883 ottenne dal governo inglese la concessione per 99 anni del terreno di Aden. Fu cofondatore della Banca Sicula e della Banca del Popolo. Decise, anche, di cofinanziare il Canale di Suez. Nel 1872, per miglioramenti agricoli nell'agro trapanese, fu insignito della medaglia d'onore.
Morì all'Hotel Bel Air di Suez il 28 novembre 1892. La sua salma fu deposta nel 1920 nella cappella di famiglia nel cimitero di Trapani.